# Бернардино Заганели
Бернардино Заганели (1460/1470 – 1510) е италиански художник от епохата на Ренесанса.

## Биография
Не се знае много за живота на Бернардино Заганели освен чрез неговите произведения. Роден е в Котиньола и работи в Парма и Равена. Брат му Франческо Заганели също е художник и вероятно е свързан с Джироламо Маркези. Той рисува предимно картини на религиозна тема за църковни поръчки, понякога работейки с брат си Франческо. Най-вероятно е бил ученик на Марко Палмецано и Николо Рондинели. Първоначално Бернардино и Франческо работят заедно, както е видно от картината Madonna con i Santi Floriano e Giovanni Battista в Художествена галерия „Брера“, подписана и от двамата през 1499 г. Стилистичният път на Бернардино е по-сложен от този брат му Франческо. От 1513 г. той е собственик на работилница в Равена. Творбата му  Свети Себастиан е част от колекцията на Националната галерия в Лондон.
Смята се, че един от неговите ученици във Ферара е Антонио Пири.

## Творчество
- l'Immacolata Concezione, Гражданска художествена галерия във Форли;
- San Sebastiano, Национална художествена галерия „Ферара“;
- Battesimo di Cristo, Националната галерия в Лондон.